# Pavlo Skoropadskij
Pavlo Petrovič Skoropadskij (ukr. Павло Петрович Скоропадський, rus. Павел Петрович Скоропадский, de. Paul Petrowitsch Skoropadskyj); (Njemačka, Wiesbaden, 3. svibnja 1873. - Njemačka, Bavarska, 26. travnja 1945.) je ukrajinski vojni i politički dužnosnik, jedan od ukrajinskih generala u službi vojske Ruskog Carstva i hetman neovisne Ukrajinske Države pod njemačkim protektoratom. Skoropadskij pripada konzervativnim ukrajinskim političarima koji se borio za ukrajinsku neovisnost nakon izbijanja Ruske revolucije 1917. godine.

## Biografija
Pavlo Skoropadskij potječe iz ugledne ukrajinske plemićke obitelji. Njegov otac Petro Skoropadskij (1834. – 1885.) prethodno je sudjelovao u ruskim ratovima na prostorima Kavkaza te je pritom postao jedna od uglednijih ličnosti u vojnoj povijesti Ruskog Carstva. U ranom djetinjstvu, Pavlo je odrastao uz oca na prostorima središnje Ukrajine odnosno Poltavske oblasti. Završio je gimnaziju u povijesno ukrajinskom gradu Starodub (Brjanska oblast), koji se danas nalazi u sklopu Rusije. Nakon završene gimnazije svoje školovanje je nastavio u Sankt Peterburgu. Godine 1905. ruski car Nikolaj II. postavio ga je za jednog od osobnih zapovjednika carske straže.

## Vanjske poveznice
- Ukrainian noble, general, and statesman; scion of the Skoropadsky family.
- Hetman Skoropadsky's contemplated visit with the Reich Protector.